# Miniaturen, vijf duetten
Miniaturen, 5 duetten is een compositie van Johan Halvorsen. Het zijn vijf miniaturen voor viool en piano. Twee van de vijf delen werden later door de componist gearrangeerd voor een strijkorkest en zo worden die twee deeltjes dan ook vaak herinnerd.
De vijf deeltjes zijn:
1. Intermezzo
2. Nachttrein (Nattlig zog) (ook voor strijkorkest)
3. Elegie (ook voor strijkorkest)
4. Noors (Norwegisch)
5. Perpetum mobile

Of de vijf miniaturen ooit samen als een geheel zijn uitgevoerd ten tijde van Halvorsens leven is onbekend. Ze bleven lang onbekend, maar werden in 2012 uit de obscuriteit gehaald door Birgitte Staerness (viool) en Helge Kjekshus (piano) op een klein Noors platenlabel MTG Music. 